# The Broken Family Band
The Broken Family Band war eine britische Band aus Cambridge und London. In ihren Stil floss Country-Musik ein. Die Bandmitglieder waren Steven Adams, Jay Williams, Gavin Johnson und Mick Roman.

## Diskografie
- The King Will Build a Disco (Mini-Album, Snowstorm Records, November 2002)
- Cold Water Songs (Album, Snowstorm Records, Juni 2003)
- Jesus Songs (Mini-Album, Track & Field, März 2004)
- Welcome Home, Loser (Album, Track & Field, Februar 2005)
- Balls (Album, Track & Field, Februar 2006)
- Hello Love (Album, Track & Field, Juli 2007)
- Please and Thank You (Album, Cooking Vinyl, April 2009)